# 3 sezóny v pekle
3 sezóny v pekle je filmový debut z roku 2009 režiséra Tomáše Mašína. Film byl nominovaný na 11 Českých lvů, z nichž tři proměnil.
Děj se odehrává v roce 1947 a krátce poté (včetně Vítězného února). Hlavní postava bohéma Ivana Heinze je inspirována Egonem Bondym podle jeho vzpomínkové knihy Prvních deset let.
Film byl přítomen v hlavní soutěži na karlovarském filmovém festivalu v roce 2010. Byl také uveden na Evropském filmovém trhu při Berlinale 2011.

## Obsazení
| Kryštof Hádek     | Ivan Heinz   |
| Martin Huba       | Ivanův otec  |
| Ľuboš Kostelný    | Karel        |
| Karolina Gruszka  | Jana         |
| Jan Kraus         | Viktor Lukas |
| Tomasz Tyndyk     | Hanes        |
| Tatiana Pauhofová | Hana         |
| Matěj Ruppert     | Skokan       |
| Miroslav Krobot   | lékař        |

## Ocenění
- Český lev 2009, 11 nominací, 3 proměněné:
  - nejlepší mužský herecký výkon v hlavní roli (Kryštof Hádek)
  - nejlepší kamera (Karl Oskarsson)
  - nejlepší zvuk (Pavel Rejholec, Jakub Čech)

## Kritika
Film vzbudil rozporuplné reakce. Někteří kritici ho chválí, jiní ho mají za sice vizuálně vydařený (s čímž souvisí režisérova zkušenost z reklamy), ale uvnitř až banální.

### Recenze
- Ondřej Vosmík, Moviezone.cz, 9. prosince 2009 [5]
- František Fuka, FFFilm, 22. listopadu 2009 [6]
- Kamil Fila, Aktuálně.cz, 2. prosince 2009 [7]
- Josef Brož Literární noviny, 9. prosince 2009[8]
- Alena Prokopová, 1. prosince 2009[9]